# 2000年シドニーオリンピックのテニス競技
2000年シドニーオリンピックのテニス競技（2000ねんシドニーオリンピックのテニスきょうぎ）の成績結果。

## 試合方式
- 出場選手は、男子・女子ともシングルス64名、ダブルス32組。シングルス優勝までには6試合、ダブルス優勝までには5試合を戦う。
- 男子は、シングルス・ダブルス決勝（金メダル・銀メダル決定戦）のみ5セット・マッチで行われる。他の試合はすべて3セット・マッチ。準決勝が終了した時点で、敗者2名による銅メダル決定戦が行われるが、これは3セット・マッチである。1988年ソウル五輪と1992年バルセロナ五輪では、準決勝で敗退した選手2名 / 2組による対戦は行わず、両方に銅メダルを授与していた。1996年アトランタ五輪から、銅メダル決定戦が行われるようになった。
- 女子はすべて3セット・マッチ。試合の流れは男子と同じ。

## 競技結果

### 男子シングルス
| 順位 | 選手名                     | 国・地域 |
| ---- | -------------------------- | -------- |
| 1    | エフゲニー・カフェルニコフ | ロシア   |
| 2    | トミー・ハース             | ドイツ   |
| 3    | アルノー・ディパスカル     | フランス |
| 4    | ロジャー・フェデラー       | スイス   |

#### 大会経過
準決勝
- エフゲニー・カフェルニコフ vs.  アルノー・ディパスカル　6-4, 6-4
- トミー・ハース vs.  ロジャー・フェデラー　6-3, 6-2

決勝
- エフゲニー・カフェルニコフ vs.  トミー・ハース　7-6, 3-6, 6-2, 4-6, 6-3

銅メダル決定戦
- アルノー・ディパスカル vs.  ロジャー・フェデラー　7-6, 6-7, 6-3

### 男子ダブルス
| 順位 | 選手名                                             | 国・地域       |
| ---- | -------------------------------------------------- | -------------- |
| 1    | ダニエル・ネスター＆セバスチャン・ラルー           | カナダ         |
| 2    | マーク・ウッドフォード＆トッド・ウッドブリッジ     | オーストラリア |
| 3    | アレックス・コレチャ＆アルベルト・コスタ           | スペイン       |
| 4    | デビッド・アダムズ＆ジョン・ラフニー・デ・ヤーガー | 南アフリカ     |

#### 大会経過
準決勝
- ダニエル・ネスター＆セバスチャン・ラルー vs.  デビッド・アダムズ＆ジョン・ラフニー・デ・ヤーガー　6-1, 6-2
- マーク・ウッドフォード＆トッド・ウッドブリッジ vs.  アレックス・コレチャ＆アルベルト・コスタ　6-3, 7-6

決勝
- ダニエル・ネスター＆セバスチャン・ラルー vs.  マーク・ウッドフォード＆トッド・ウッドブリッジ　5-7, 6-3, 6-4, 7-6

銅メダル決定戦
- アレックス・コレチャ＆アルベルト・コスタ vs.  デビッド・アダムズ＆ジョン・ラフニー・デ・ヤーガー　2-6, 6-4, 6-3

### 女子シングルス
| 順位 | 選手名                 | 国・地域       |
| ---- | ---------------------- | -------------- |
| 1    | ビーナス・ウィリアムズ | アメリカ合衆国 |
| 2    | エレーナ・デメンチェワ | ロシア         |
| 3    | モニカ・セレシュ       | アメリカ合衆国 |
| 4    | エレナ・ドキッチ       | オーストラリア |

#### 大会経過
準決勝
- ビーナス・ウィリアムズ vs.  モニカ・セレシュ　6-1, 4-6, 6-3
- エレーナ・デメンチェワ vs.  エレナ・ドキッチ　2-6, 6-4, 6-4

決勝
- ビーナス・ウィリアムズ vs.  エレーナ・デメンチェワ　6-2, 6-4

銅メダル決定戦
- モニカ・セレシュ vs.  エレナ・ドキッチ　6-1, 6-4

### 女子ダブルス
| 順位 | 選手名                                         | 国・地域       |
| ---- | ---------------------------------------------- | -------------- |
| 1    | ビーナス・ウィリアムズ＆セリーナ・ウィリアムズ | アメリカ合衆国 |
| 2    | クリスティ・ボーグルト＆ミリアム・オレマンス   | オランダ       |
| 3    | ドミニク・ファン・ルースト＆エルス・カレンズ   | ベルギー       |
| 4    | ナターシャ・ズベレワ＆オルガ・バラバンシコワ   | ベラルーシ     |

#### 大会経過
準決勝
- ビーナス・ウィリアムズ＆セリーナ・ウィリアムズ vs.  ドミニク・ファン・ルースト＆エルス・カレンズ　6-4, 6-1
- クリスティ・ボーグルト＆ミリアム・オレマンス vs.  ナターシャ・ズベレワ＆オルガ・バラバンシコワ　6-3, 6-2

決勝
- ビーナス・ウィリアムズ＆セリーナ・ウィリアムズ vs.  クリスティ・ボーグルト＆ミリアム・オレマンス　6-1, 6-1

銅メダル決定戦
- ドミニク・ファン・ルースト＆エルス・カレンズ vs.  ナターシャ・ズベレワ＆オルガ・バラバンシコワ　4-6, 6-4, 6-1

## 国別メダル受賞数
| 順   | 国・地域       | 金 | 銀 | 銅 | 計 |
| ---- | -------------- | -- | -- | -- | -- |
| 1    | アメリカ合衆国 | 2  | 0  | 1  | 3  |
| 2    | ロシア         | 1  | 1  | 0  | 2  |
| 3    | カナダ         | 1  | 0  | 0  | 1  |
| 4    | ドイツ         | 0  | 1  | 0  | 1  |
| 4    | オーストラリア | 0  | 1  | 0  | 1  |
| 4    | オランダ       | 0  | 1  | 0  | 1  |
| 7    | フランス       | 0  | 0  | 1  | 1  |
| 7    | スペイン       | 0  | 0  | 1  | 1  |
| 7    | ベルギー       | 0  | 0  | 1  | 1  |
| 総計 | 総計           | 4  | 4  | 4  | 12 |